# المسجد الحبيبي

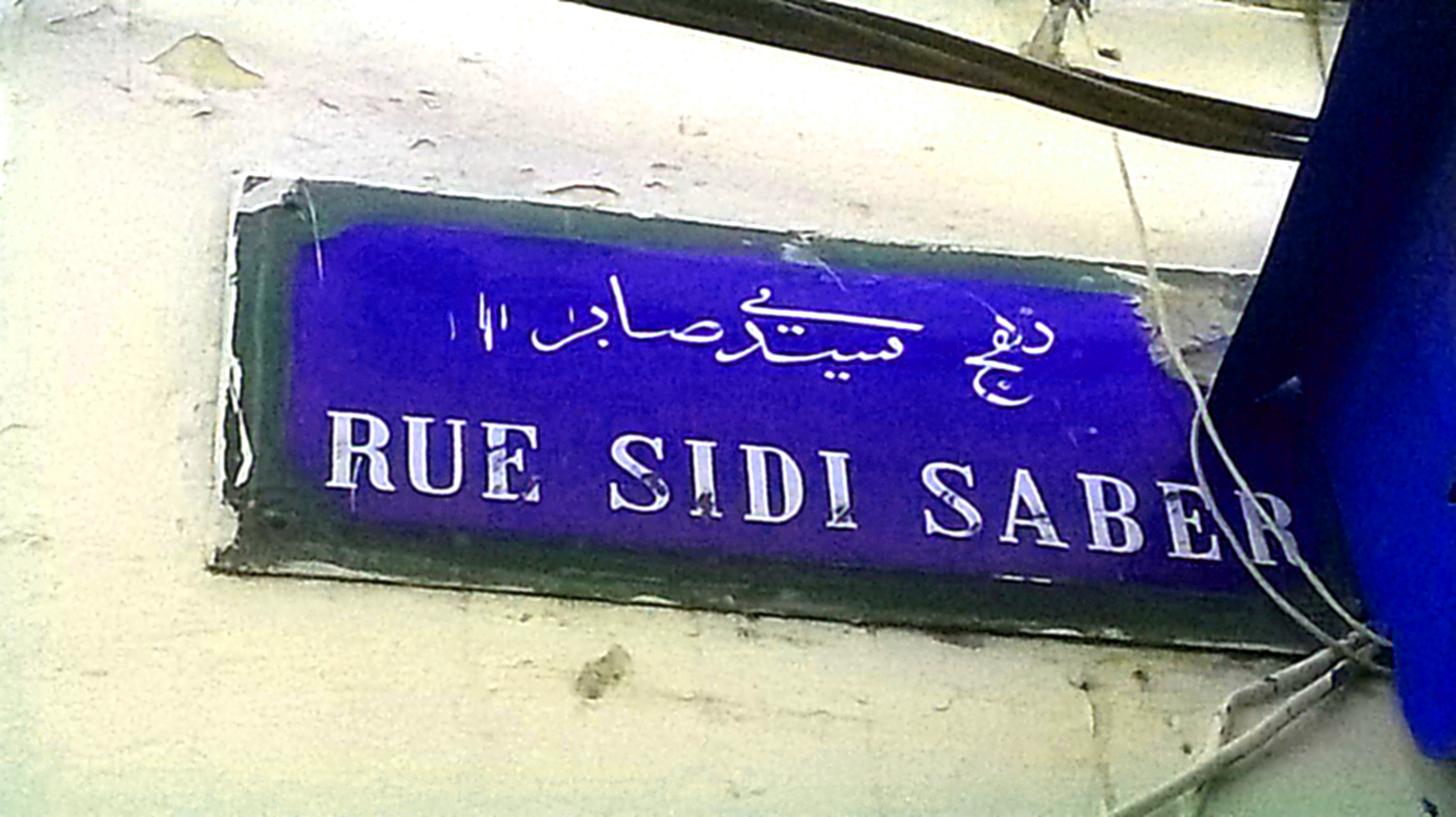
لوحة الشارع التي تخص نهج سيدي منصور.

المسجد الحبيبي هو مسجد تونسي يقع وسط مدينة تونس العتيقة في تونس العاصمة.

## المكان
يقع المسجد في 14 نهج سيدي صابر.

## التسمية
يستلهم المسجد اسمه من باي تونس محمد الحبيب باي الذي ينتمي للعائلة الحسينية.

## التاريخ
تم تشييد المسجد سنة 1926 ميلادي الموافق لسنة 1345 هـ كما هو مذكور على اللوحة التذكارية.

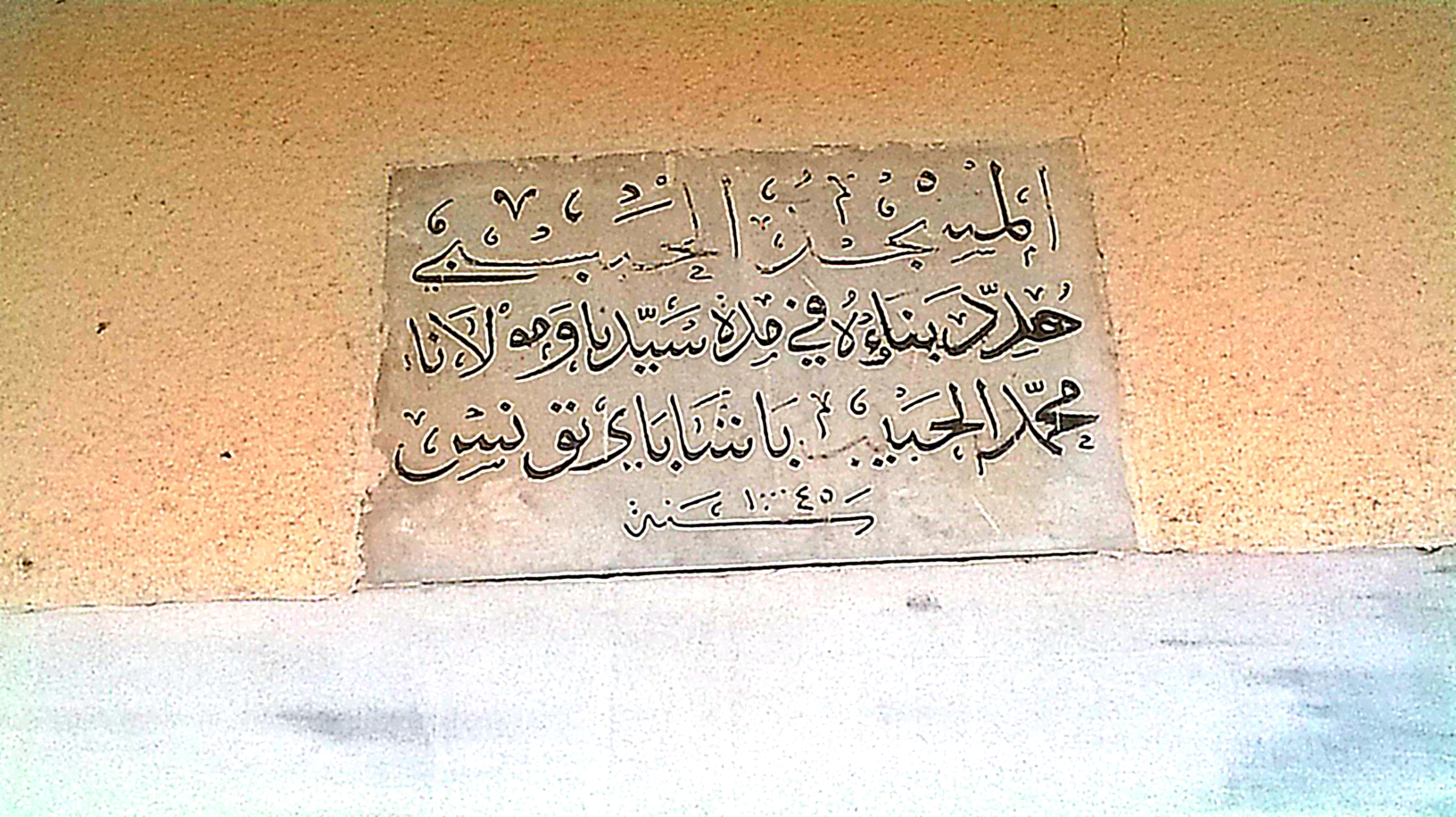
اللوحة التذكارية في مدخل المسجد.
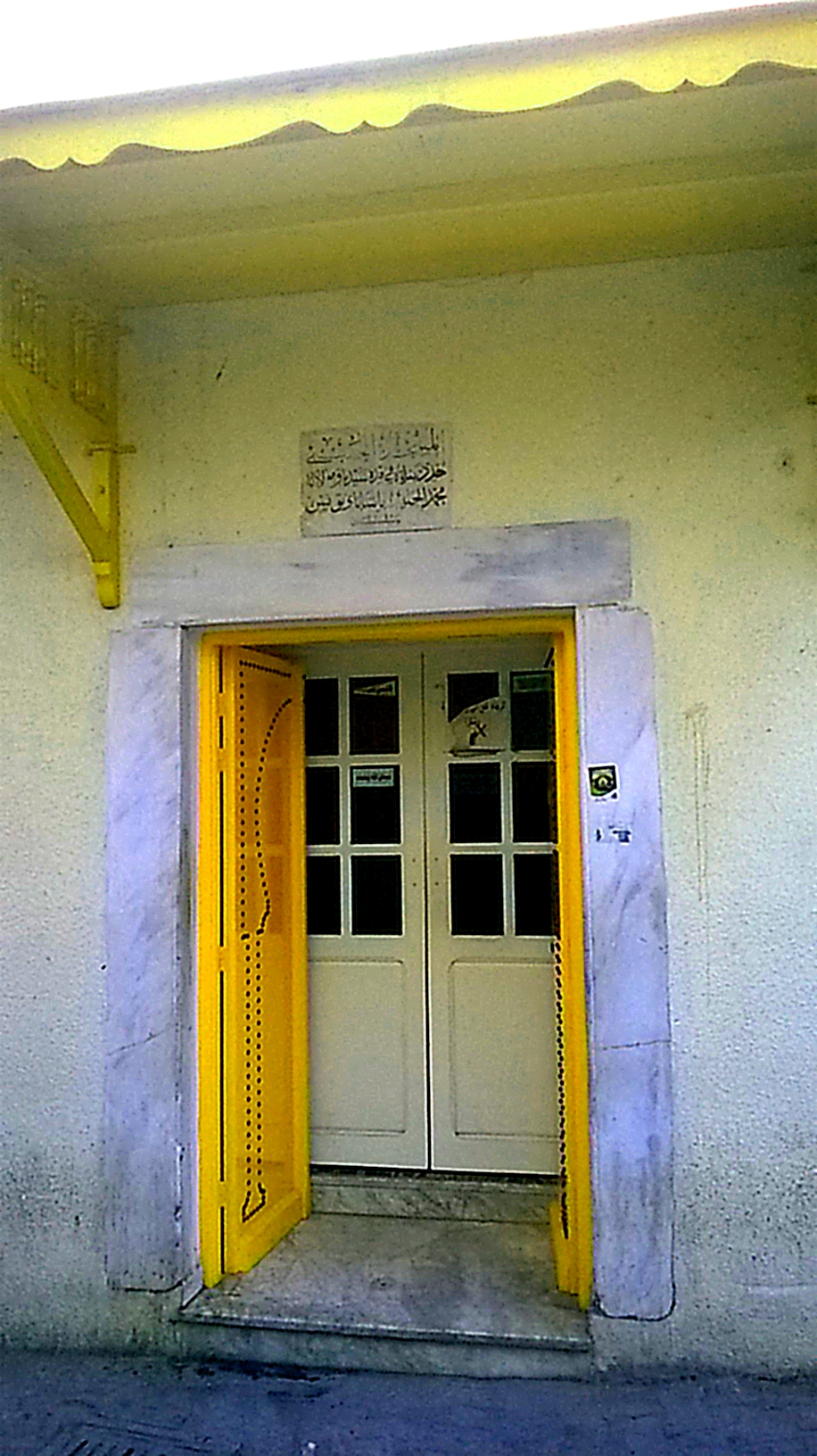
باب المسجد.

## مقالات ذات صلة
- مساجد مدينة تونس